# Боуз-парк (станція)
51°36′28″ пн. ш. 0°07′15″ зх. д. / 51.6078° пн. ш. 0.1209° зх. д.
Боуз-парк (англ. Bowes Park) — залізнична станція на Hertford loop line, оператора Thameslink and Great Northern у Герінгей, Лондон, Велика Британія, у 3-й та 4-й тарифних зонах, за 9.15 km від Кінгс-кросс.. Розташована між станціями Александра-палас та Пальмерз-Грін. В 2018 пасажирообіг становив 0.788 млн осіб
- 1880: відкриття станції

Конструкція станції: наземна відкрита з однією прямою острівною платформою.
Пересадка на метростанцію Боундз-Грін.